# Sispre
Sispre ist die Bezeichnung einer italienischen Höhenforschungsrakete. Sie wog 75 Kilogramm und wurde im Sommer 1960 von Salto di Quirra sechsmal gestartet. Eine Weiterentwicklung mit der Bezeichnung „160-70“ wog 45 kg, war 2,44 m lang und hatte eine Gipfelhöhe von 70 km. Die „160-70“ wurde fünfmal zwischen 1961 und 1963 gestartet.